# Oskar Wetzell
Oskar Wilhelm Wetzell (5 de diciembre de 1888 - 28 de noviembre de 1928) fue un buceador finlandés, que compitió en los Juegos Olímpicos de 1908 y 1912 .

## Buceo

### Juegos Olímpicos
Wetzell fue la primera persona sorda en competir dos veces en los Juegos Olímpicos .  También es el único olímpico finlandés sordo.
| Juegos                             | Evento                  | Escenario | Rango       | Notas                |
| ---------------------------------- | ----------------------- | --------- | ----------- | -------------------- |
| Juegos Olímpicos de verano de 1908 | Trampolín de 3 metros   | Ronda uno | 2.º en celo | Avanzado a semifinal |
| Juegos Olímpicos de verano de 1908 | Trampolín de 3 metros   | Semifinal | 6.º en celo | No avanzó            |
| Juegos Olímpicos de verano de 1908 | Plataforma de 10 metros | Ronda uno | 4.º en celo | No avanzó            |
| Juegos Olímpicos de verano de 1912 | Trampolín de 3 metros   | Ronda uno | 7.º en celo | No avanzó            |
| Juegos Olímpicos de verano de 1912 | Plataforma de 10 metros | Ronda uno | 6.º en celo | No avanzó            |
| Juegos Olímpicos de verano de 1912 | Buceo alto llano        | Ronda uno | 2.º en celo | No avanzó            |

### Nacional
Ganó ocho campeonatos nacionales finlandeses en buceo: 
- Buceo de trampolín: 1908 , 1909 , 1912 , 1913 , 1921.
- Plataforma de buceo: 1909 , 1911 , 1913.

Representó a los clubes Helsingfors Simsällskap y Helsingin Uimarit .

## Biografía
Oskar Wetzell se quedó sordo luego de enfermar cuando tenía solo dos años.  Fue enviado a la Escuela de Sordos Porvoo a la edad de siete años.  Su padre trabajó inicialmente en la fábrica de cerveza Sinebrychoff en Helsinki y luego se convirtió en comerciante.
Se interesó por la magia escénica a la edad de 20 años.  En la década de 1920 actuó en clubes y grandes eventos de caridad.  Él modeló su espectáculo después de Tobias Bamberg .
Se casó con Selma Maria Forsström en 1916.  Tuvieron cuatro hijos.
Murió de cáncer de estómago.